# Grand Prix Formule 1 van Australië 2025
De Grand Prix Formule 1 van Australië 2025 werd verreden op 16 maart op het Albert Park Circuit in Melbourne. Het is voor het eerst sinds 2019 weer de eerste race van het seizoen.

## Vrije trainingen

### Uitslagen
- Enkel de top vijf wordt weergegeven.

| Vrije training 1 | Pos. | Nr. | Coureur          | Constructeur               | Tijd     |
| ---------------- | ---- | --- | ---------------- | -------------------------- | -------- |
| Vrije training 1 | 1    | 4   | Lando Norris     | McLaren-Mercedes           | 1:17.252 |
| Vrije training 1 | 2    | 55  | Carlos Sainz jr. | Williams-Mercedes          | 1:17.401 |
| Vrije training 1 | 3    | 16  | Charles Leclerc  | Ferrari                    | 1:17.461 |
| Vrije training 1 | 4    | 81  | Oscar Piastri    | McLaren-Mercedes           | 1:17.670 |
| Vrije training 1 | 5    | 1   | Max Verstappen   | Red Bull Racing-Honda RBPT | 1:17.696 |
| Vrije training 2 | Pos. | Nr. | Coureur          | Constructeur               | Tijd     |
| Vrije training 2 | 1    | 16  | Charles Leclerc  | Ferrari                    | 1:16.439 |
| Vrije training 2 | 2    | 81  | Oscar Piastri    | McLaren-Mercedes           | 1:16.563 |
| Vrije training 2 | 3    | 4   | Lando Norris     | McLaren-Mercedes           | 1:16.580 |
| Vrije training 2 | 4    | 22  | Yuki Tsunoda     | Racing Bulls-Honda RBPT    | 1:16.784 |
| Vrije training 2 | 5    | 44  | Lewis Hamilton   | Ferrari                    | 1:16.859 |
| Vrije training 3 | Pos. | Nr. | Coureur          | Constructeur               | Tijd     |
| Vrije training 3 | 1    | 81  | Oscar Piastri    | McLaren-Mercedes           | 1:15.921 |
| Vrije training 3 | 2    | 63  | George Russell   | Mercedes                   | 1:15.960 |
| Vrije training 3 | 3    | 1   | Max Verstappen   | Red Bull Racing-Honda RBPT | 1:16.002 |
| Vrije training 3 | 4    | 16  | Charles Leclerc  | Ferrari                    | 1:16.188 |
| Vrije training 3 | 5    | 12  | Kimi Antonelli   | Mercedes                   | 1:16.206 |

## Kwalificatie
Lando Norris behaalde de tiende pole position in zijn carrière.
| Pos.                   | Nr. | Coureur           | Constructeur               | Kwalificatietijden | Kwalificatietijden | Kwalificatietijden | Grid   |
| Pos.                   | Nr. | Coureur           | Constructeur               | Q1                 | Q2                 | Q3                 | Grid   |
| ---------------------- | --- | ----------------- | -------------------------- | ------------------ | ------------------ | ------------------ | ------ |
| 1                      | 4   | Lando Norris      | McLaren-Mercedes           | 1:15.912           | 1:15.415           | 1:15.096           | 1      |
| 2                      | 81  | Oscar Piastri     | McLaren-Mercedes           | 1:16.062           | 1:15.468           | 1:15.180           | 2      |
| 3                      | 1   | Max Verstappen    | Red Bull Racing-Honda RBPT | 1:16.018           | 1:15.565           | 1:15.481           | 3      |
| 4                      | 63  | George Russell    | Mercedes                   | 1:15.971           | 1:15.798           | 1:15.546           | 4      |
| 5                      | 22  | Yuki Tsunoda      | Racing Bulls-Honda RBPT    | 1:16.225           | 1:16.009           | 1:15.670           | 5      |
| 6                      | 23  | Alexander Albon   | Williams-Mercedes          | 1:16.245           | 1:16.017           | 1:15.737           | 6      |
| 7                      | 16  | Charles Leclerc   | Ferrari                    | 1:16.029           | 1:15.827           | 1:15.755           | 7      |
| 8                      | 44  | Lewis Hamilton    | Ferrari                    | 1:16.213           | 1:15.919           | 1:15.973           | 8      |
| 9                      | 10  | Pierre Gasly      | Alpine-Renault             | 1:16.328           | 1:16.112           | 1:15.980           | 9      |
| 10                     | 55  | Carlos Sainz jr.  | Williams-Mercedes          | 1:16.360           | 1:15.931           | 1:16.062           | 10     |
| 11                     | 6   | Isack Hadjar      | Racing Bulls-Honda RBPT    | 1:16.354           | 1:16.175           |                    | 11     |
| 12                     | 14  | Fernando Alonso   | Aston Martin-Mercedes      | 1:16.288           | 1:16.453           |                    | 12     |
| 13                     | 18  | Lance Stroll      | Aston Martin-Mercedes      | 1:16.369           | 1:16.483           |                    | 13     |
| 14                     | 7   | Jack Doohan       | Alpine-Renault             | 1:16.315           | 1:16.863           |                    | 14     |
| 15                     | 5   | Gabriel Bortoleto | Kick Sauber-Ferrari        | 1:16.516           | 1:17.520           |                    | 15     |
| 16                     | 12  | Kimi Antonelli    | Mercedes                   | 1:16.525           |                    |                    | 16     |
| 17                     | 27  | Nico Hülkenberg   | Kick Sauber-Ferrari        | 1:16.579           |                    |                    | 17     |
| 18                     | 30  | Liam Lawson       | Red Bull Racing-Honda RBPT | 1:17.094           |                    |                    | Pit *1 |
| 19                     | 31  | Esteban Ocon      | Haas-Ferrari               | 1:17.147           |                    |                    | 18     |
| Q1 107% tijd: 1:21.225 |     |                   |                            |                    |                    |                    |        |
| —                      | 87  | Oliver Bearman    | Haas-Ferrari               | Geen tijd          |                    |                    | Pit *2 |

*1 Liam Lawson moest vanuit de pit starten omdat er aan zijn wagen is gewerkt onder Parc fermé condities.

*2 Oliver Bearman zette geen tijd neer tijdens de kwalificatie maar mag starten van de stewards, hij moest vanuit de pit starten omdat er aan zijn wagen is gewerkt onder Parc fermé condities.

## Wedstrijd
Lando Norris behaalde de vijfde Grand Prix-overwinning in zijn carrière.

De race zou 58 rondes duren, maar werd met één ronde ingekort vanwege de afgebroken startprocedure.
| Pos.               | Nr. | Coureur           | Constructeur               | Rondes | Tijd / Oorzaak Uitval | Grid | Punten |
| ------------------ | --- | ----------------- | -------------------------- | ------ | --------------------- | ---- | ------ |
| 1                  | 4   | Lando Norris      | McLaren-Mercedes           | 57     | 1:42:06.304           | 1    | 25S    |
| 2                  | 1   | Max Verstappen    | Red Bull Racing-Honda RBPT | 57     | +0.895                | 3    | 18     |
| 3                  | 63  | George Russell    | Mercedes                   | 57     | +8.481                | 4    | 15     |
| 4                  | 12  | Kimi Antonelli    | Mercedes                   | 57     | +10.135 *1            | 16   | 12     |
| 5                  | 23  | Alexander Albon   | Williams-Mercedes          | 57     | +12.773               | 6    | 10     |
| 6                  | 18  | Lance Stroll      | Aston Martin-Mercedes      | 57     | +17.413               | 13   | 8      |
| 7                  | 27  | Nico Hülkenberg   | Kick Sauber-Ferrari        | 57     | +18.423               | 17   | 6      |
| 8                  | 16  | Charles Leclerc   | Ferrari                    | 57     | +19.826               | 7    | 4      |
| 9                  | 81  | Oscar Piastri     | McLaren-Mercedes           | 57     | +20.448               | 2    | 2      |
| 10                 | 44  | Lewis Hamilton    | Ferrari                    | 57     | +22.473               | 8    | 1      |
| 11                 | 10  | Pierre Gasly      | Alpine-Renault             | 57     | +26.502               | 9    |        |
| 12                 | 22  | Yuki Tsunoda      | Racing Bulls-Honda RBPT    | 57     | +29.884               | 5    |        |
| 13                 | 31  | Esteban Ocon      | Haas-Ferrari               | 57     | +33.161               | 18   |        |
| 14                 | 87  | Oliver Bearman    | Haas-Ferrari               | 57     | +40.351               | Pit  |        |
| DNF                | 5   | Gabriel Bortoleto | Kick Sauber-Ferrari        | 46     | Ongeluk               | 15   |        |
| DNF                | 30  | Liam Lawson       | Red Bull Racing-Honda RBPT | 45     | Ongeluk               | Pit  |        |
| DNF                | 14  | Fernando Alonso   | Aston Martin-Mercedes      | 32     | Ongeluk               | 12   |        |
| DNF                | 55  | Carlos Sainz jr.  | Williams-Mercedes          | 0      | Ongeluk               | 10   |        |
| DNF                | 7   | Jack Doohan       | Alpine-Renault             | 0      | Ongeluk               | 14   |        |
| DNS                | 6   | Isack Hadjar      | Racing Bulls-Honda RBPT    | 0      | Ongeluk opwarmronde   | —*2  |        |
| Bron: formula1.com |     |                   |                            |        |                       |      |        |

S Lando Norris reed voor de dertiende keer in zijn carrière een snelste ronde.

*1 Kimi Antonelli eindigde de race als vierde maar kreeg een tijdstraf van vijf seconden omdat Mercedes hem onveilig liet wegrijden na de pitstop. Een paar uur later werd de straf teruggedraaid.

*2 Isack Hadjar had zich als elfde gekwalificeerd maar zijn plaats op de grid bleef leeg na een ongeluk in de opwarmronde.

## Tussenstanden wereldkampioenschap
Betreft tussenstanden voor het wereldkampioenschap na afloop van de race.

### Coureurs
| Pos. | Nr. | Coureur           | Constructeur               | Punten |
| ---- | --- | ----------------- | -------------------------- | ------ |
| 1    | 4   | Lando Norris      | McLaren-Mercedes           | 25     |
| 2    | 1   | Max Verstappen    | Red Bull Racing-Honda RBPT | 18     |
| 3    | 63  | George Russell    | Mercedes                   | 15     |
| 4    | 12  | Kimi Antonelli    | Mercedes                   | 12     |
| 5    | 23  | Alexander Albon   | Williams-Mercedes          | 10     |
| 6    | 18  | Lance Stroll      | Aston Martin-Mercedes      | 8      |
| 7    | 27  | Nico Hülkenberg   | Kick Sauber-Ferrari        | 6      |
| 8    | 16  | Charles Leclerc   | Ferrari                    | 4      |
| 9    | 81  | Oscar Piastri     | McLaren-Mercedes           | 2      |
| 10   | 44  | Lewis Hamilton    | Ferrari                    | 1      |
| 11   | 10  | Pierre Gasly      | Alpine-Renault             | 0      |
| 12   | 22  | Yuki Tsunoda      | Racing Bulls-Honda RBPT    | 0      |
| 13   | 31  | Esteban Ocon      | Haas-Ferrari               | 0      |
| 14   | 87  | Oliver Bearman    | Haas-Ferrari               | 0      |
| 15   | 5   | Gabriel Bortoleto | Kick Sauber-Ferrari        | 0      |
| 16   | 30  | Liam Lawson       | Red Bull Racing-Honda RBPT | 0      |
| 17   | 14  | Fernando Alonso   | Aston Martin-Mercedes      | 0      |
| 18   | 55  | Carlos Sainz jr.  | Williams-Mercedes          | 0      |
| 19   | 7   | Jack Doohan       | Alpine-Renault             | 0      |
| 20   | 6   | Isack Hadjar      | Racing Bulls-Honda RBPT    | 0      |

### Constructeurs
| Pos. | Constructeur               | Punten |
| ---- | -------------------------- | ------ |
| 1    | McLaren-Mercedes           | 27     |
| 2    | Mercedes                   | 27     |
| 3    | Red Bull Racing-Honda RBPT | 18     |
| 4    | Williams-Mercedes          | 10     |
| 5    | Aston Martin-Mercedes      | 8      |
| 6    | Kick Sauber-Ferrari        | 6      |
| 7    | Ferrari                    | 5      |
| 8    | Alpine-Renault             | 0      |
| 9    | Racing Bulls-Honda RBPT    | 0      |
| 10   | Haas-Ferrari               | 0      |